# 12월 27일
12월 27일은 그레고리력으로 361번째(윤년일 경우 362번째) 날에 해당한다.

## 사건
- 537년 - 동방 정교회 대성당 아야 소피아가 완성되다.
- 1831년 - 찰스 다윈이 비글 호를 타고 뒷날 갈라파고스섬을 지나게 되는 여행을 떠나다.
- 1945년
  - 벨기에, 유엔 가입.
  - 신탁통치 오보사건.
- 1949년 - 인도네시아가 독립했다.
- 1972년
  - 10월 유신: 박정희 대통령이 재취임하면서 유신헌법이 발효되다.
  - 북한의 헌법이 사회주의헌법(사회주의, 수령의 유일영도체계 확립)으로 개정되다.
- 1991년 - 대한민국 정부는 러시아 연방의 독립을 승인하였다.
- 2006년 - 경원선 일부구간의 선로 전기공급이 끊겨 3시간 동안 수도권 전철 1호선 열차 운행에 차질을 빚었다.
- 2007년 - 파키스탄 베나지르 부토 전 총리 암살.
- 2009년 - UAE가 발주한 총 200억달러(한화 24조원대) 규모의 원자력발전소 건설공사를 한국전력공사 컨소시엄이 수주했다. 이는 대한민국의 첫 원전 플랜트 수출이자 사상 최대규모의 해외수주이다.
- 2018년 - 대한민국 국회에서 2018년 태안화력발전소 사고에 대응하여 '김용균법'으로 불리는 산업안전보건법 개정안이 통과됐다.
- 2024년 - 한덕수 대한민국 국무총리에 대한 탄핵소추안이 가결되었다.

## 문화
- 1904년 - 경부선 철도가 완공되다.
- 1990년 - EBS TV, EBS FM 개국.
- 2007년 - 수도권 전철 중앙선이 팔당까지 운행.
- 2010년 - 새서울철도가 설립되었다.
- 2012년 - 대구광역시의 신축 야구장 대구 삼성 라이온즈 파크 착공.
- 2013년 - 씨즐러가 한국에서 18년 만에 철수하였다.
- 2014년
  - 수도권 전철 경의선 공덕 - 용산 구간이 개통하면서 경의선과 중앙선이 수도권 전철 경의중앙선으로 직결 운행 체제에 들어가게 됨.
  - 수도권 전철 3호선 원흥 개통.
  - 수도권 전철 수인선 달월 개통.
  - KBS의 사랑의 리퀘스트가 17년 만에 종영되었다.
- 2017년  - 대한민국의 다국적 4인조 걸그룹 미쓰에이가 해체하였다.

## 탄생
- 1481년 - 독일 왕조의 군주 카지미어 폰 브란덴부르크쿨름바흐 변경백. (~1527년)
- 1553년 - 조선 중기의 무신, 전라도 병마절도사 이순신. (~1611년)
- 1571년 - 신성로마제국의 천문학자 요하네스 케플러. (~1630년)
- 1822년 - 프랑스의 화학자, 미생물학자 루이 파스퇴르. (~1895년)
- 1863년 - 대한민국의 독립운동가, 교육자 남궁억. (~1939년)
- 1901년 - 독일의 배우 마를레네 디트리히. (~1992년)
- 1905년 - 독일의 배우 에르빈 게쇼네크. (~2008년)
- 1922년 - 대한민국의 군인·정치가·기업가 한신. (~1996년)
- 1925년 - 프랑스의 배우 미셸 피콜리. (~2020년)
- 1926년 - 대한민국의 희극인 배삼룡. (~2010년)
- 1928년 - 대한민국의 가수 심연옥. (~ [[[2021년]])
- 1931년 - 영국의 축구 선수, 축구 감독 존 찰스. (~2004년)
- 1933년 - 미국의 철학자 로버트 폴 울프. (~2025년)
- 1934년 - 소련의 체조 선수 라리사 라티니나.
- 1935년 - 대한민국의 출판인 윤형두. (~2023년)
- 1936년 - 오스트레일리아의 자선가 제임스 해리슨. (~2025년)
- 1939년 - 미국의 배우 존 에이모스. (~2024년)
- 1940년 - 대한민국의 정치인 신중식.
- 1942년
  - 대한민국의 정치인 지만원.
  - 미국의 배우, 가수 차미언 카. (~2016년)
- 1943년 - 영국의 음악가 피터 신필드. (~2024년)
- 1945년 - 대한민국의 사회운동가 장기표. (~2024년)
- 1946년 - 아일랜드의 축구 선수 조 키니어. (~2024년)
- 1948년 - 프랑스의 배우 제라르 드파르디외.
- 1949년 - 독일의 전 축구 선수 클라우스 피셔.
- 1950년
  - 대한민국의 야구 선수 장명부. (~2005년)
  - 대한민국의 프로 야구 선수 후루시 히로야키. (~2005년)
- 1951년 - 대한민국의 기업인 김예리.
- 1953년 - 대한민국의 국악인 김영임.
- 1954년 - 중국의 영화배우 송효영.
- 1955년
  - 대한민국의 정치인 오세희.
  - 대한민국의 패션 디자이너 김영세. (~2019년)
- 1956년 - 대한민국의 배우 정승호.
- 1958년 - 대한민국의 축구 해설자 이용수.
- 1959년 - 대한민국의 배우 이덕희.
- 1963년 - 아르헨티나의 영화감독 가스파 노에.
- 1964년 - 리히텐슈타인의 정치인 브리기테 하스.
- 1965년
  - 인도의 배우 살만 칸.
  - 대한민국의 가수 김용임.
- 1966년 - 미국의 프로레슬링 선수 빌 골드버그.
- 1967년 - 대한민국의 배우 박윤희.
- 1969년
  - 대한민국의 희극인 이창명.
  - 미국의 프로레슬링 선수 차이나. (~2016년)
- 1971년
  - 대한민국의 가수, 배우, 작사가, 기업가 윤현숙.
  - 대한민국의 희극인, 배우 최승경.
- 1972년 - 대한민국의 배우 정유석.
- 1979년
  - 대한민국의 농구 선수 김주성.
  - 대한민국의 가수, 뮤지컬 배우 이현.
  - 대한민국의 전직 스타크래프트 프로게이머 김대건.
- 1980년 - 대한민국의 성우 서원석.
- 1981년
  - 중국 태생의 프랑스 바둑 기사 판후이.
  - 호주의 배우 에밀리 더 래빈.
  - 미국의 영화배우, 연극 배우 제이 엘리스.
- 1982년 - 일본의 전 야구 선수 쓰치야 뎃페이.
- 1983년 - 대한민국의 전 리그 오브 레전드 프로게이머 박정석.
- 1984년
  - 대한민국의 비보이 선수 Hong10.
  - 대한민국의 희극인, 가수 김태환.
- 1985년 - 프랑스의 축구 선수 아딜 라미.
- 1986년 - 대한민국의 배우 이승현.
- 1987년 - 오스트리아의 축구 선수 니나 부르거.
- 1988년
  - 대한민국의 가수 택연. (2PM)
  - 대한민국의 배우 최현서.
  - 미국의 가수 헤일리 윌리엄스. (파라모어)
- 1989년
  - 대한민국의 스타크래프트 프로게이머 출신 배우 민찬기.
  - 대한민국의 배구 선수 부용찬.
  - 대한민국의 인플루언서 겸 작가 유명성.
  - 일본의 성우, 배우, 가수 우치다 마아야.
- 1990년
  - 대한민국의 희극인 김민호.
  - 캐나다의 아이스하키 선수 조나탕 마르셰소.
- 1991년 - 대한민국의 배우 선주아.
- 1992년
  - 미국의 야구 선수 조던 몽고메리.
  - 벨라루스의 레슬링 선수 바네사 칼라진스카야.
- 1993년
  - 영국의 배우 올리비아 쿡.
  - 일본의 가수 우치다 마유미 (AKB48 팀 K).
- 1995년 - 미국의 배우 티모시 샬라메.
- 1996년 - 대한민국의 야구 선수 송우현.
- 1997년
  - 대한민국의 가수 장규리 (fromis 9).
  - 일본의 가수 이나바 마나카.
  - 태국의 배우, 가수 와치라윗 치와아리.
- 1998년 - 나이지리아의 축구 선수 조시 마자.
- 2000년 - 대한민국의 가수, 뮤지컬배우 MUU. (루나솔라)
- 2001년
  - 대한민국의 가수 로하.
  - 대한민국의 야구 선수 김동혁.
  - 독일의 수영 선수 루카스 메르텐스.
- 2002년 - 대한민국의 치어리더 최석화.
- 2003년 - 일본의 펜싱 선수 이무라 가즈키.
- 2004년 - 대한민국의 가수 서영은.
- 2005년 - 러시아의 모델 크리스티나 피메노바.
- 2018년 - 대한민국의 배우 김건우.

## 사망
- 683년 - 당나라의 제3대 황제 당 고종. (628년~)
- 1834년 - 영국의 수필가 찰스 램. (1775년~)
- 1836년 - 미국의 변호사 스티븐 오스틴. (1793년~)
- 1923년 - 프랑스의 건축가 귀스타브 에펠. (1832년~)
- 1966년 - 아르헨티나의 축구 선수, 축구 감독 기예르모 스타빌레. (1905년~)
- 1996년 - 대한민국의 군인 장창국. (1924년~)
- 2007년 - 파키스탄의 정치인, 총리 베나지르 부토. (1953년~)
- 2016년
  - 미국의 배우 캐리 피셔. (1956년~)
  - 스리랑카의 제14대 총리 라트나시리 위크레마나야케. (1933년~)
- 2018년 - 대한민국의 가수 전태관. (1962년~)
- 2020년
  - 대한민국의 침술사, 기업인 김남수. (1915년~)
  - 일본의 정치인 하타 유이치로. (1967년~)
- 2023년
  - 프랑스의 축구 선수, 축구 감독 프랑수아 브라시. (1951년~)
  - 프랑스의 정치인 자크 들로르. (1925년~)
  - 대한민국의 배우 이선균. (1975년~)
- 2024년
  - 캐나다의 영화배우, 모델 데일 헤이든. (1948년~)
  - 미국의 영화감독 찰스 샤이어. (1941년~)
  - 잉글랜드의 영화배우 올리비아 핫세. (1951년~)

## 기념일
- 원자력 안전 및 진흥의 날: 대한민국
- 사회주의 헌법절: 조선민주주의인민공화국

## 같이 보기
- 전날: 12월 26일 다음날: 12월 28일 - 전달: 11월 27일 다음달: 1월 27일
- 음력: 12월 27일
- 모두 보기